# Amee
Trần Huyền My (Hanoi, 23 maart 2000), ook wel bekend als Amee, is een Vietnamese zangeres. Ze trok voor het eerst de aandacht van het publiek in 2019 toen ze haar debuutnummer Anh Nhà Ở Đâu Thế uitbracht ("Waar woon je?"). Ze is vooral bekend als de eerste vrouwelijke soloartiest die uit St.319 Entertainment kwam. In 2020 was ze bij de MAMA Awards de jongste Vietnamese artiest die won in de categorie "Beste nieuwe Aziatische artiest in Vietnam".
Naast Anh nhà đâu thế? staat Amee ook bekend om haar liedjes Đen đá không đường ("suikervrije zwarte ijskoffie") en Sao anh chưa về nhà? ("Waarom ga je nog niet naar huis?") of Mama Boy. In december 2020 bracht ze haar eerste album dreAMEE uit en voerde ze de eerste live akoestische show met dezelfde naam uit met het idee haar fans te ‘genezen’ met haar zachte muziek tijdens de angstige periode van de COVID19-pandemie.
Voordat Amee een prijs won op de MAMA 2020, werd ze al geëerd met verschillende nationale onderscheidingen zoals "Beste video van het jaar" op de Metub WebTV Asia Awards 2019, "Best Song" bij de Green Wave Awards 2019, "Top 10 muziekvideo in Vietnam" op YouTube Rewind 2019, "Beste nieuwe artiest" bij de Zing Music Awards 2019 en "Nieuwe openbaring van het jaar" bij de Dedication Music Award 2020.

## Discografie

### Album
| Titel   | Albumdetails                                                                               | Tracklijst |
| ------- | ------------------------------------------------------------------------------------------ | --- |
| dreAMEE | - Uitgebracht: 28 juni 2020 - Label: St.319 Entertainment - Formaat: CD, digitale download | 1. dreAMEE (intro) 2. Anh Nhà Ở Đâu Thế (Solo ver.) 3. Yêu Thì Yêu Không Yêu Thì Yêu 4. Đen Đá Không Đường (ft B Ray) 5. Mama Boy 6. Trời Giấu Trời Mang Đi (ft ViruSs) 7. Ex's Hate Me 2 (ft B Ray) 8. Sao Anh Chưa Về Nhà (ft Ricky Star) 9. Xuân, Hạ, Thu, Đông, Rồi Lại Xuân 10. G9 (outro) |

## Filmografie
| Jaar | Naam               | Rol   | Notitie    | Ref(s) |
| ---- | ------------------ | ----- | ---------- | ------ |
| 2021 | Thien than ho menh | Huyen | Eerste rol | [ 10 ] |